# IMAM Ro.35
El IMAM Ro.35, también conocido como Romeo Ro.35, fue un planeador monoplaza construido en Italia en 1933.

## Diseño y desarrollo
Nicola Romeo fue un industrial del siglo XX, recordado principalmente por la marca Alfa-Romeo. A principios de los años 30, sus aviones eran fabricados por Meridionali/IMAM (Industrie Meccaniche e Aeronautiche Meridonali), la rama aeronáutica de la Officine Ferroviarie Meridionali (Oficina Ferroviaria Meridional) en Nápoles; el Ro.35 fue construido por la Officine Mecchaniche Romeo.
El Ro.35 era un monoplano cantilever de ala alta, con la misma montada en la parte superior del fuselaje, sin diedro. El ala monopieza estaba construida alrededor de un único larguero y estaba recubierta de contrachapado por delante del mismo, formando una caja con forma de D resistente a la torsión. El resto estaba recubierto de tela. En planta, el ala era trapezoidal recta con puntas redondeadas.
El Ro.35 tenía un fuselaje de sección rectangular simple de estructura en madera, recubierto de contrachapado en la parte delantera y de tela en la trasera. En el morro, los laterales se redondeaban, pero no así las superficies superior e inferior, formando un perfil lateral cuadrado. La cabina abierta estaba instalada en el borde de ataque del ala, estando el piloto protegido por un pequeño parabrisas. Su fuselaje trasero era trapezoidal hacia la cola, visto en planta, donde un empenaje corto y estrecho soportaba un alto y muy curvado timón. El plano de cola estaba montado en el fuselaje, al pie del empenaje. También era estrecho y su elevador era trapezoidal recto con puntas redondeadas. Las superficies horizontales estaban recubiertas de tela; todas las superficies de control carecían de equilibrado. El curvado borde inferior del timón dejaba espacio para el movimiento del elevador.
El planeador era poco usual al tener la opción de llevar un estrecho y fijo tren de aterrizaje, con el eje de acero pasando a través del fuselaje inferior. Podía descartarse en favor de un patín más convencional. Había un pequeño patín de cola para ser usado con esta opción.
El Ro.35 voló por primera vez en 1933 y el único ejemplar fue usado por el club de vuelo a vela de Nápoles, que operaba desde Capodichino. También visitó Poggio Renatico, cerca de Bolonia.

## Especificaciones
Referencia datos: Pedrielli (2011) p.183

### Características generales
- Tripulación: Uno (piloto)
- Longitud: 6,4 m (21 ft)
- Envergadura: 14,5 m (47,6 ft)
- Altura: 1,20 m[3]
- Superficie alar: 15,8 m² (170,1 ft²)
- Peso vacío: 100 kg (220,4 lb)
- Peso cargado: 170 kg (374,7 lb)
- Alargamiento: 13.3

### Rendimiento
- Carga alar: 10,8 kg/m² (2,2 lb/ft²)
- Velocidad mínima de control: 35 km/h[3]
- Tasa máxima de planeo: 11,2:1 (estimada)

## Aeronaves relacionadas

### Secuencias de designación
- Secuencia Ro._ (interna de IMAM): ← Ro.10 - Ro.26 - Ro.30 - Ro.35 - Ro.37 - Ro.41 - Ro.43 →